# Superkupa Shqiptar 2009
La Superkupa Shqiptar 2009 è stata la 16ª edizione della supercoppa albanese.
La partita fu disputata dal KF Tirana, vincitore del campionato, e dal KS Flamurtari, vincitore della coppa.
Questa edizione si giocò allo Qemal Stafa Stadium di Tirana e vinse il KF Tirana 1-0.
Per la squadra della capitale è l'ottavo titolo, il settimo nelle ultime dieci edizioni, vinto grazie ad un gol nel secondo tempo.

## Tabellino
| Arbitro: | Albano Janku |

|               |           |  |
| Abilaliaj 73’ | Marcatori |  |